# 连香树科

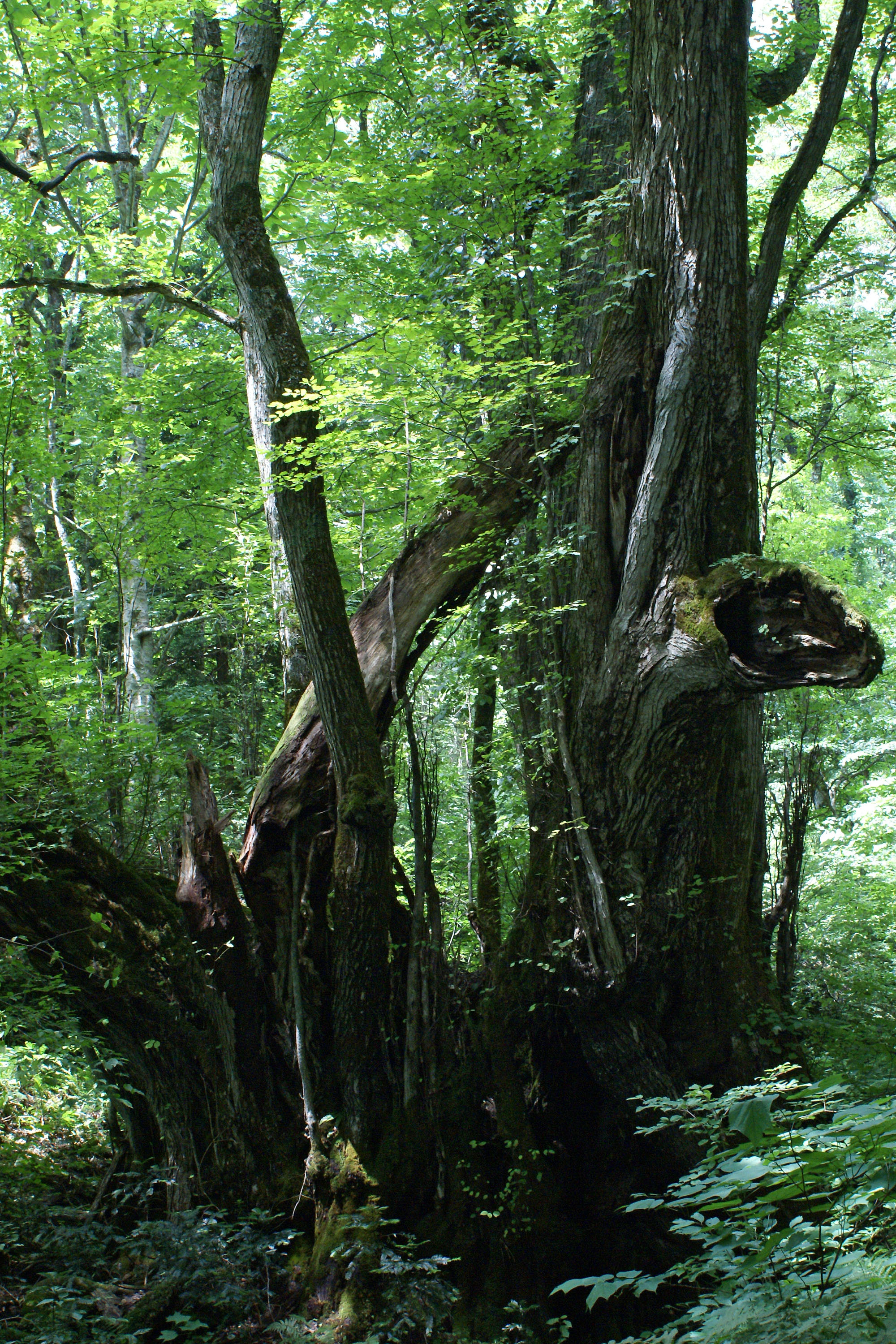
老树

连香树科只有一属—连香树属 （Cercidiphyllum Siebold & Zucc.）共两种—都叫连香树（C. magnificum和C. japonicum）,是第三纪的孑遗植物，只生长在中国陕西南部、河南、山西、湖北西部、湖南、安徽、江西、四川北部和浙江东部。以及日本的本州和北海道。是中国国家重点保护植物。
C. japonicum有40-50米高，树皮粗糙，叶长4.5厘米宽3.2厘米，种子一边有翅。C. magnificum生长地势较高，树型较矮，不超过20米高，叶大，有8厘米长，5.5厘米宽，种子两面都有翅。
连香树春季嫩叶紫色，在秋季树叶颜色变鲜艳，由于不同的温度变化会变成红色、黄色、粉红色等不同颜色，叶含麦芽醇，并会散发出一种焦糖香味，可以加工提取香味增强剂。木材结构细致，质地坚硬。花先叶开放，紫色，单性，雌雄异株；连香树生长速度很快，但不耐旱，如果缺水会落叶，补充水分后可以重新生长出叶子。有几种被培育出的枝叶下垂的园艺变种。
由于连香树的叶形和紫荆相似，所以也被称为“紫荆叶”，又名“山白果”、“云义树”，以前的分类法将其和紫荆一起划入苏木科，但紫荆叶为互生，连香树叶为对生。1998年根据基因亲缘关系分类的APG 分类法将连香树单独分为一科，属于虎耳草目。
连香树是优美的绿化和园林观赏品种，由于其树皮具耐火能力，也可用于防火隔离带栽植。

## 参考文献

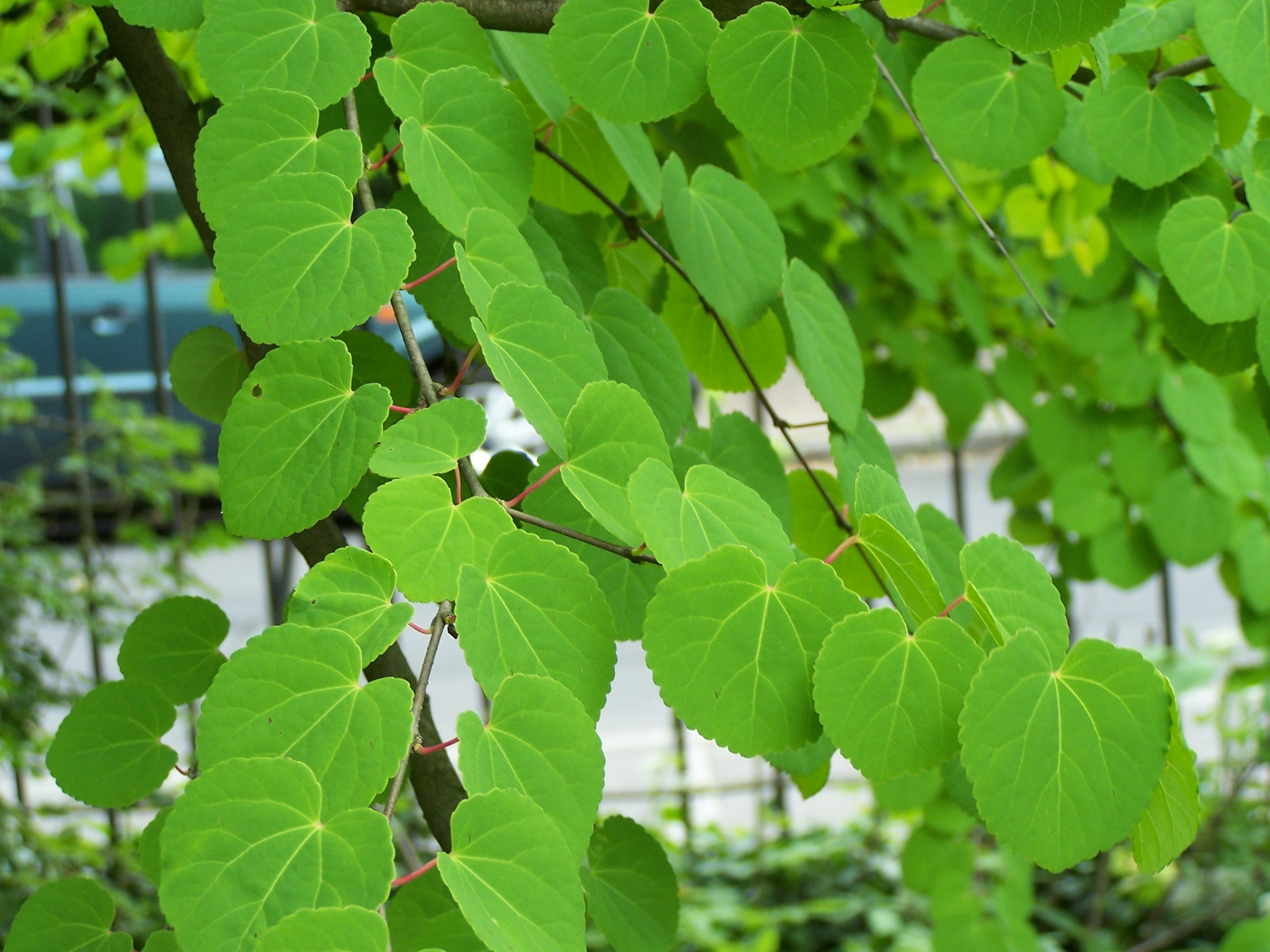
连香树叶